# Sefer ha-Bahir
El Séfer ha-Bahir (en hebreo «Libro de la Claridad»), Bahir o «Midrash del Rabbi Nehuniah ben ha-Kanah» es un libro de Cábala (misticismo judío). Aparentemente fue publicado por primera vez en la región de la Provenza, en el sur de Francia en el año 1176, se trata de una compilación de textos más antiguos.

## Contenido
El libro se puede dividir en cinco partes:
- En la primera, "El primer verso de la Creación", se brinda una explicación de la primera parte del Génesis.
- En la segunda, "Aleph-Beth", se dan enseñanzas sobre el significado esotérico de las letras hebreas.
- En la tercera, "Las siete voces y las Sefirot", se trata sobre la "voz" divina.
- En la cuarta, "Los diez Sefirot"  se habla sobre el porqué del nombre "Sefirot" y su naturaleza.
- En la última parte, "Misterios del Espíritu", se trata, entre otros asuntos sobre la reencarnación.